# 東俣野町
東俣野町（ひがしまたのちょう）は、神奈川県横浜市戸塚区の地名。「丁目」の設定のない単独町名である。住居表示未実施区域。

## 地理
戸塚区の南西部に位置し、北に原宿、東に影取町、南に藤沢市大鋸、西に藤沢西俣野と接している。

### 河川
- 境川

### 字名
| - 南町 - 大耕地 - 陣屋 - 仲耕地 | - 戸ノ久保 - 仲原 - 大塚 |

### 地価
住宅地の地価は、2024年（令和6年）7月1日の神奈川県地価調査によれば、東俣野町字仲原968番2外の地点で11万8000円/m²となっている。

## 歴史

### 沿革
かつて横浜市に編入前のこの場所は、鎌倉郡大正村大字東俣野であった。
- 1939年（昭和14年）4月1日 - 横浜市に編入。横浜市戸塚区東俣野町となる[7]。
- 1969年（昭和44年）10月1日 - 行政区再編成に伴い、戸塚区を再設置。横浜市戸塚区東俣野町となる[8]。
- 1986年（昭和61年）11月3日 - 行政区再編成に伴い、戸塚区を再設置。横浜市戸塚区東俣野町となる[9]。

## 世帯数と人口
2025年（令和7年）6月30日現在（横浜市発表）の世帯数と人口は以下の通りである。
| 町丁     | 世帯数    | 人口    |
| -------- | --------- | ------- |
| 東俣野町 | 1,981世帯 | 4,033人 |

### 人口の変遷
国勢調査による人口の推移。
| 年                 | 人口  |
| ------------------ | ----- |
| 1995年（平成7年）  | 3,923 |
| 2000年（平成12年） | 3,928 |
| 2005年（平成17年） | 4,235 |
| 2010年（平成22年） | 4,151 |
| 2015年（平成27年） | 4,274 |
| 2020年（令和2年）  | 4,244 |

### 世帯数の変遷
国勢調査による世帯数の推移。
| 年                 | 世帯数 |
| ------------------ | ------ |
| 1995年（平成7年）  | 1,302  |
| 2000年（平成12年） | 1,350  |
| 2005年（平成17年） | 1,471  |
| 2010年（平成22年） | 1,503  |
| 2015年（平成27年） | 1,579  |
| 2020年（令和2年）  | 1,674  |

## 学区
市立小・中学校に通う場合、学区は以下の通りとなる（2024年11月時点）。
| 番・番地等 | 小学校               | 中学校             |
| ---------- | -------------------- | ------------------ |
| 全域       | 横浜市立東俣野小学校 | 横浜市立大正中学校 |

## 事業所
2021年（令和3年）現在の経済センサス調査による事業所数と従業員数は以下の通りである。
| 町丁     | 事業所数  | 従業員数 |
| -------- | --------- | -------- |
| 東俣野町 | 121事業所 | 1,790人  |

### 事業者数の変遷
経済センサスによる事業所数の推移。
| 年                 | 事業者数 |
| ------------------ | -------- |
| 2016年（平成28年） | 106      |
| 2021年（令和3年）  | 121      |

### 従業員数の変遷
経済センサスによる従業員数の推移。
| 年                 | 従業員数 |
| ------------------ | -------- |
| 2016年（平成28年） | 1,649    |
| 2021年（令和3年）  | 1,790    |

## 交通
- 国道1号

## 施設
- 横浜市立東俣野小学校
- 横浜市立東俣野特別支援学校
- 俣野別邸庭園
  - 旧住友家俣野別邸
- 横浜市西部水再生センター[19]

## その他

### 日本郵便
- 郵便番号 : 245-0065[3]（集配局：横浜泉郵便局[20]）

### 警察
町内の警察の管轄区域は以下の通りである。
| 町名     | 街区 | 警察署     | 交番     |
| -------- | ---- | ---------- | -------- |
| 東俣野町 | 全域 | 戸塚警察署 | 原宿交番 |